# Izioum
Izioum (en ukrainien : Ізюм ; en russe : Изюм, litt. « raisin sec »), est une ville de l'oblast de Kharkiv, en Ukraine, et le centre administratif du raïon d'Izioum. Sa population s'élevait à 25 000 habitants au 26 mai 2024.
Lors de l'invasion de l'Ukraine, la ville est prise par l'armée russe le 24 mars 2022. Elle est libérée le 11 septembre suivant lors de l'offensive de Kharkiv.

## Géographie
Izioum est située au bord du fleuve Donets, à 115 km au sud-est de Kharkiv, sur la route M-03 (E40). La gare d'Izioum est un important nœud ferroviaire.

## Histoire

### Origine
La ville est mentionnée la première fois en 1571, en connexion avec les Tatars de Crimée, Izioum est au centre de la Sloboda d'Ukraine et c'était un centre de régiments de Cosaques entre 1688 et 1765. La cathédrale baroque, qui a été construite en 1646, ressemble à la cathédrale de Kharkiv. Elle a été rénovée en 1902 et en 1955.

### Seconde Guerre mondiale
Au cours de la Seconde Guerre mondiale, en janvier 1942, au sud du front, les troupes soviétiques percent les lignes allemandes et pénètrent profondément dans la région d'Izioum. En mars 1943, la 4. Panzerarmee de Hoth inflige de lourdes pertes aux trois corps soviétiques à l'est d'Izioum, mais ne peut poursuivre sa progression en raison des glaces flottantes qui empêchent d'établir un pont sur le Donets.

### Invasion de l'Ukraine par la Russie
Lors de l'invasion de l'Ukraine par la Russie, le 24 mars 2022, le ministère de la Défense de la fédération de Russie déclare que la ville a été prise dans la matinée par l'armée russe. Le 1er avril 2022, les autorités ukrainiennes confirment que la ville est sous le contrôle des forces armées russes.
Le 10 septembre 2022, dans le cadre de la contre-offensive d'été, les troupes russes en déroute fuient la ville et rejoignent les forces armées repliées vers les environs de Donetsk. Le 11 septembre 2022, il est rapporté que la ville est libérée par les forces armées ukrainiennes.
Après la libération de la ville, le 16 septembre 2022, un charnier avec 447 cadavres est découvert à Izioum, dont 22 soldats et 5 enfants. 30 corps portent des signes de torture et certains corps ont été émasculés, tandis que d'autres fosses communes, minées, ne peuvent être fouillées. Une polémique s'ensuit concernant la date réelle des décès. 10 centres de torture y ont été découverts,.

## Économie
Il existe des entreprises d'ingénierie mécanique, d'industrie optique et de production de meubles à Izioum. La ville est une plaque tournante du transport et se trouve sur la ligne ferroviaire à double voie Kharkiv - Horlivka (de).

## Lieux culturels

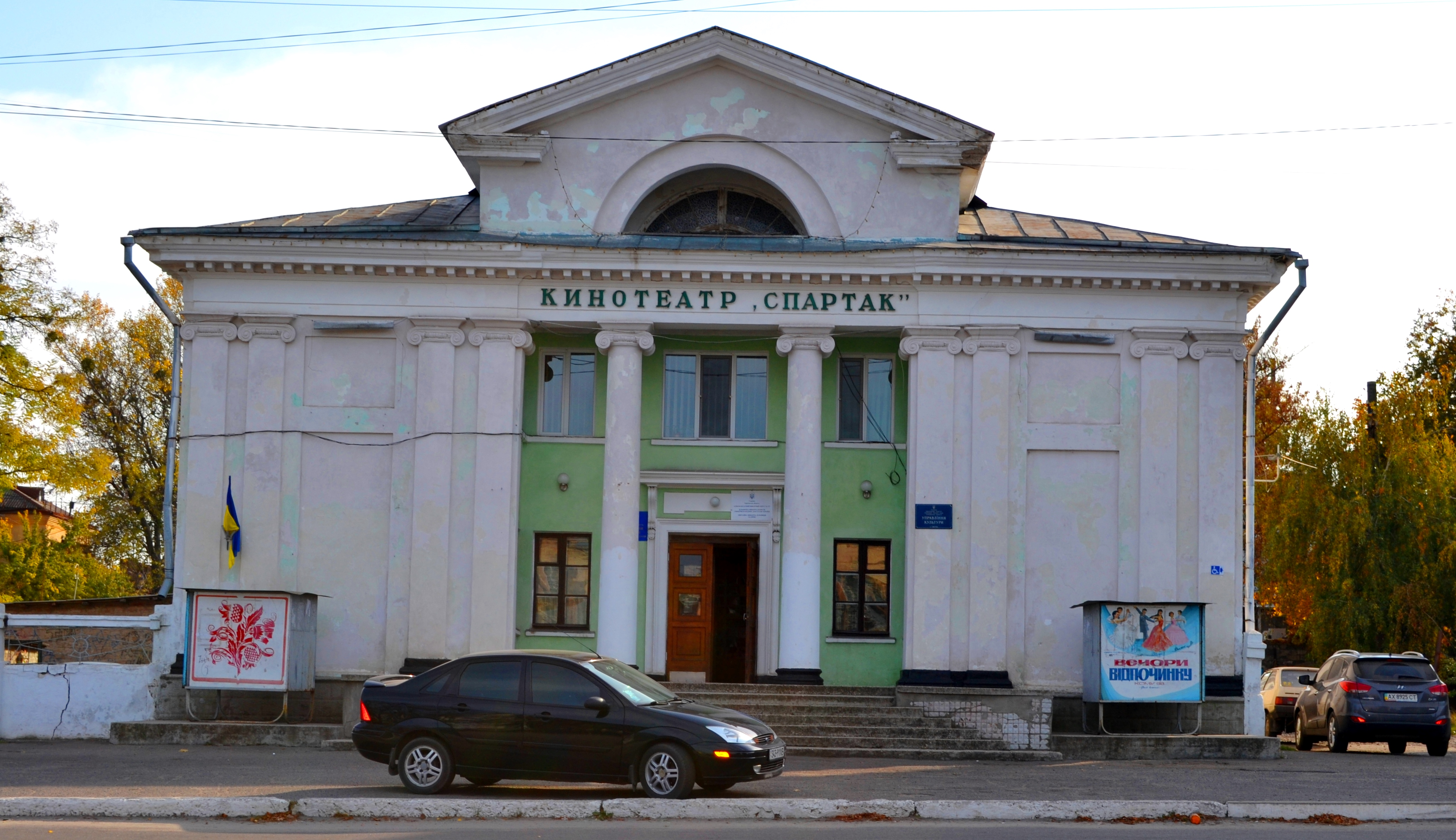
Le cinéma Spartak classé[9].
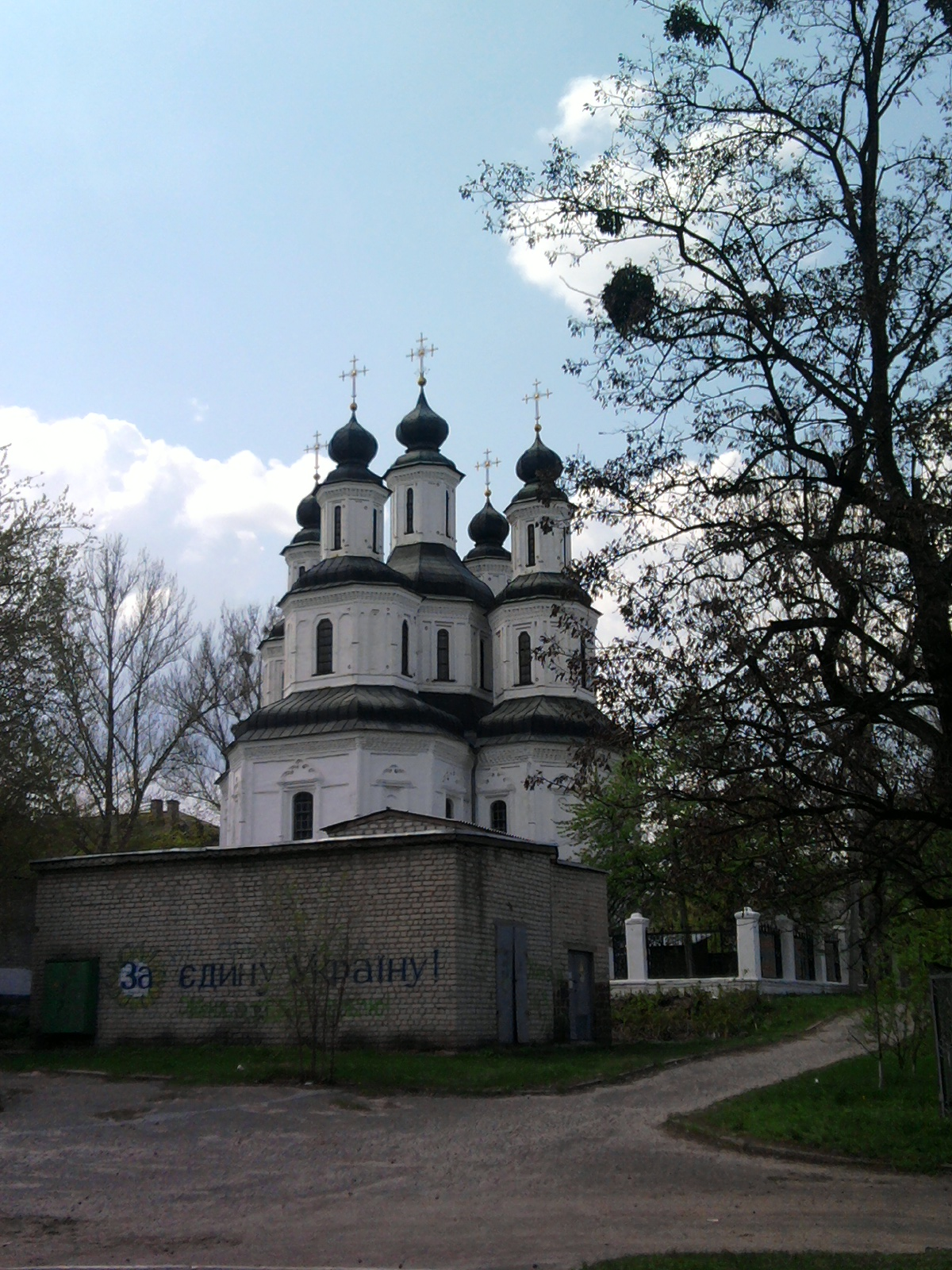
L'église de la Transfiguration classée[10].
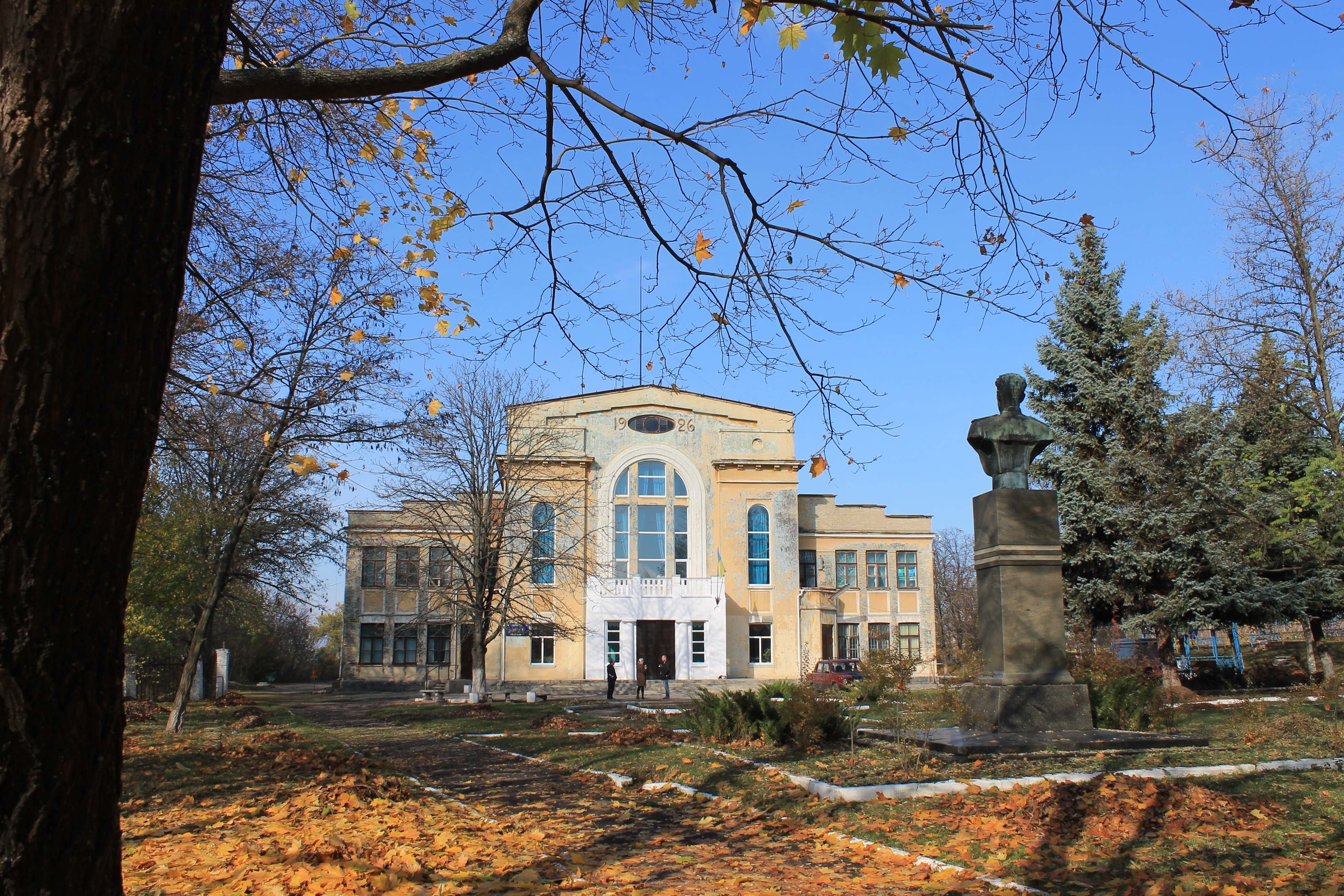
Le palais de la jeunesse et de la culture classé[11].
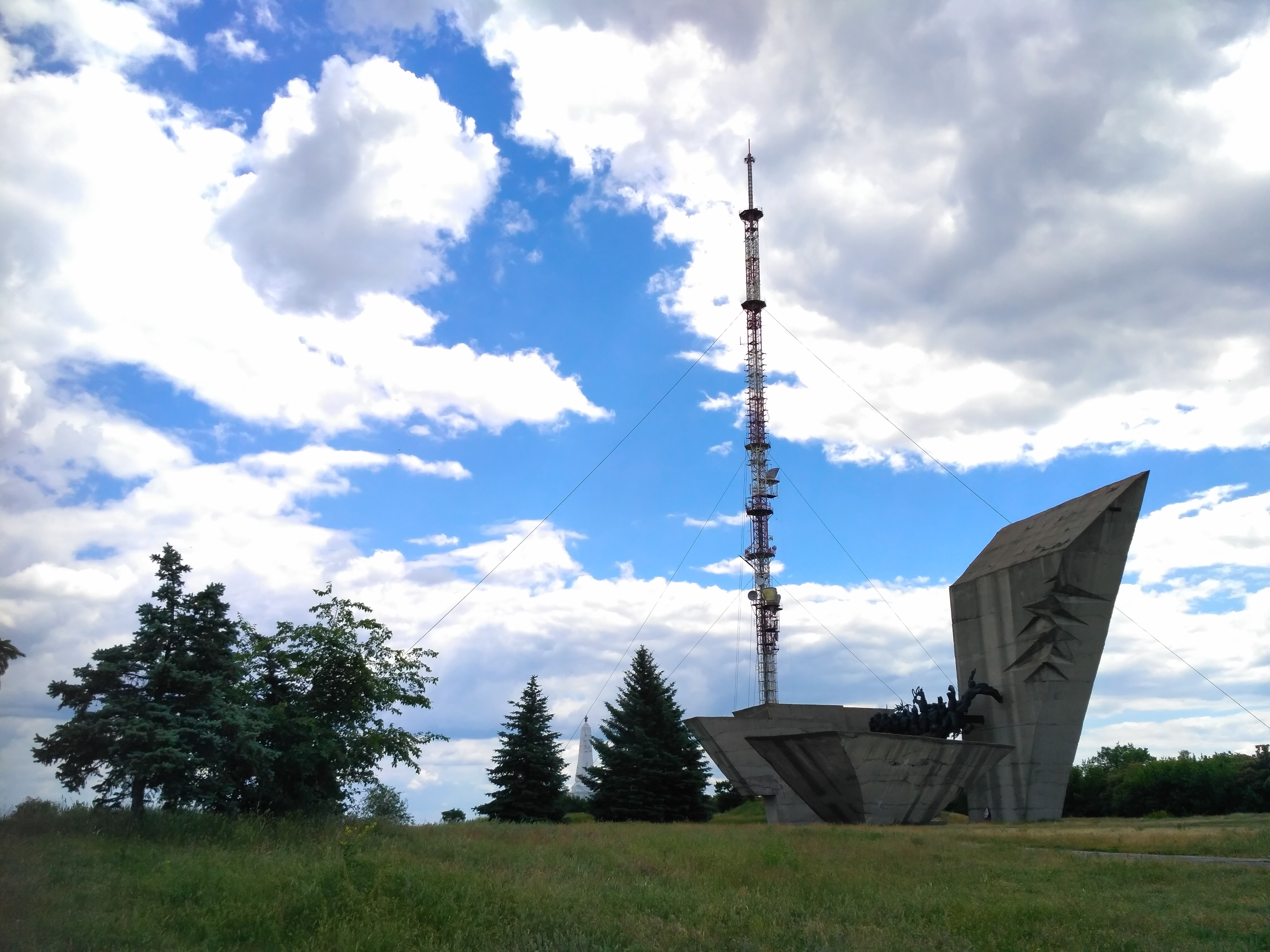
Le monument Ataka, classé[12] et la tour de radio.
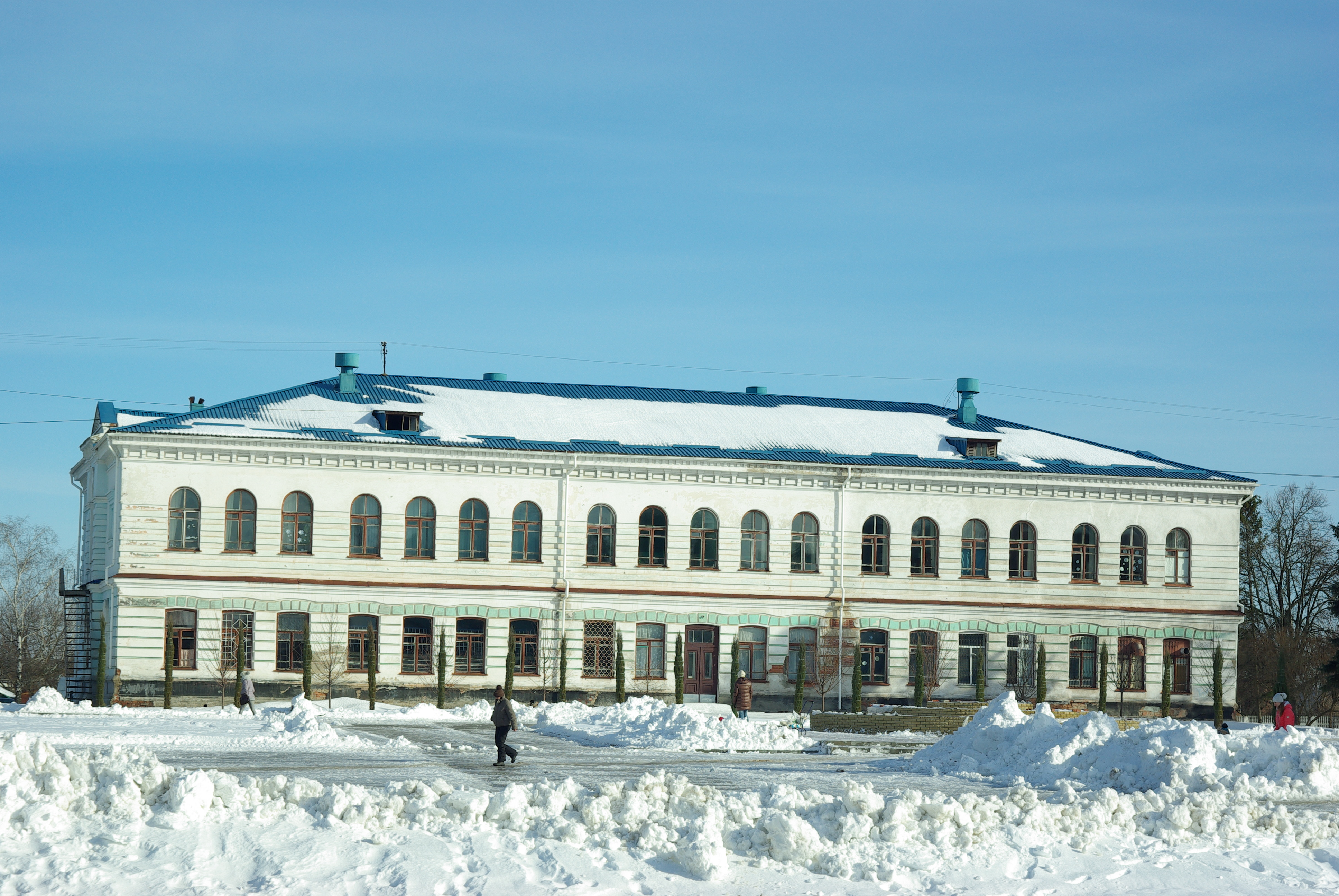
Ancien gymnasium féminin classé[13].

## Personnalités liées à la ville
Personnalités nées à Izioum :

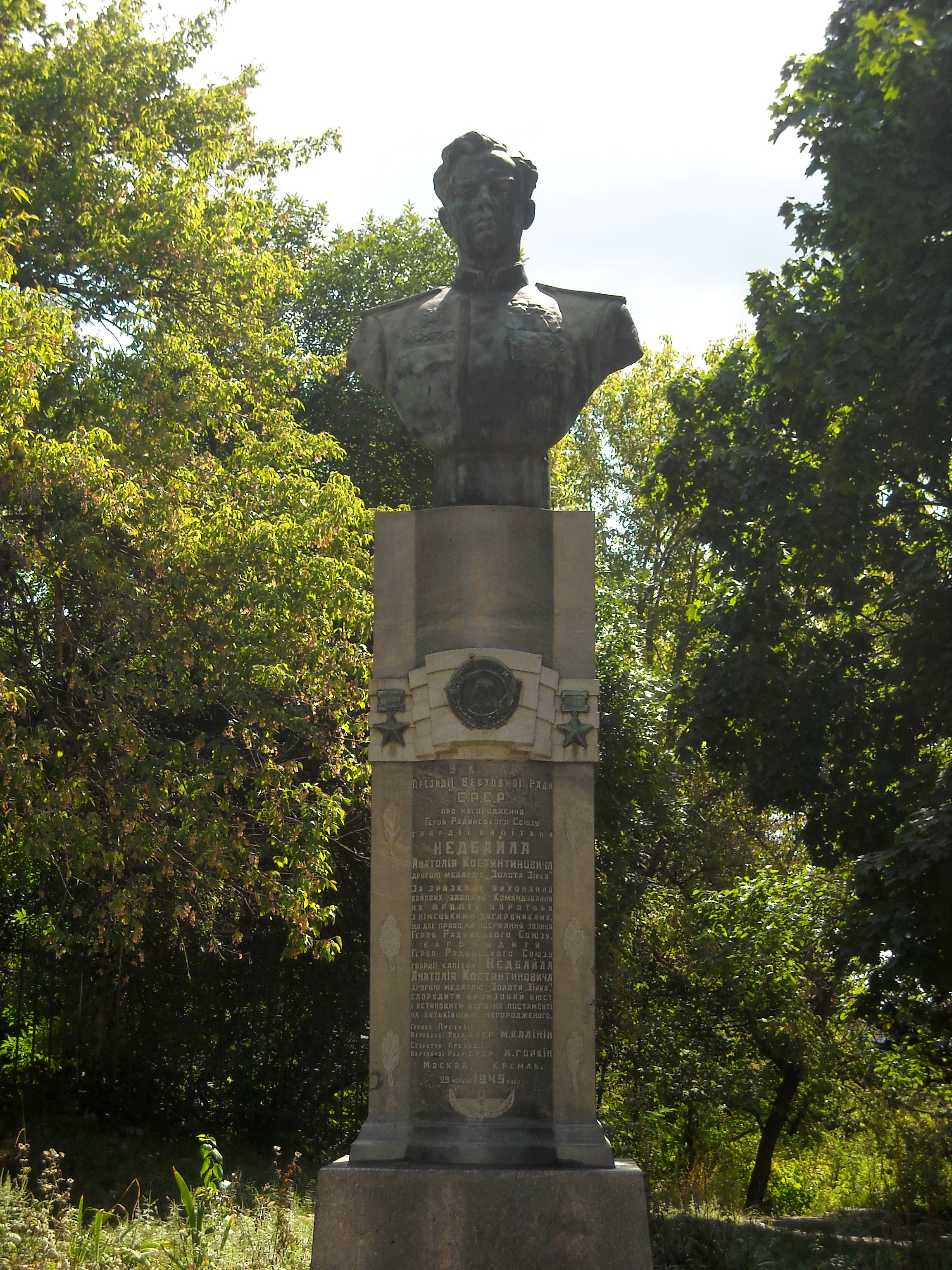
Buste de Anatoly Nedbaylo à Izioum classé numéro 63-104-0032.

- Gabriel Boujinski (1680-1731), évêque orthodoxe russe.
- Sergueï Vassilkovski (1854-1917), peintre russe.
- Denys Kulakov (né en 1981), footballeur ukrainien.
- Adrian Beregovy (né en 1893), père de Pierre Bérégovoy.
- Anatoly Nedbaylo, aviateur Héro de l'Union soviétique.

## Population
Recensements ou estimations de la population :
| 1897*  | 1923* | 1926* | 1939*  | 1959*  | 1970*  | 1979*  |
| ------ | ----- | ----- | ------ | ------ | ------ | ------ |
| 13 108 | 9 414 | 9 490 | 34 859 | 37 595 | 51 603 | 60 516 |

| 1989*  | 2001*  | 2011   | 2012   | 2013   | 2014   | 2015   |
| ------ | ------ | ------ | ------ | ------ | ------ | ------ |
| 60 615 | 64 334 | 52 374 | 51 934 | 51 511 | 51 175 | 50 591 |

| 2016   | 2017   | 2018   | 2019   | 2020   | 2021   | 2022   |
| ------ | ------ | ------ | ------ | ------ | ------ | ------ |
| 49 727 | 49 370 | 48 368 | 47 430 | 46 653 | 45 884 | 44 979 |